# Pływanie na Letnich Igrzyskach Olimpijskich 1928 – 1500 m stylem dowolnym mężczyzn
Konkurencja pływacka 1500 metrów stylem dowolnym na Letnich Igrzyskach Olimpijskich 1928 w Amsterdamie odbyła się w dniach 4-6 sierpnia 1928. W zawodach wzięło udział 19 pływaków z 13 państw.

## Rekord
Rekord świata i olimpijski na dystansie 1500 m stylem dowolnym przed zawodami.
| Rekord świata     | 19:07,2 | Arne Borg    | Bolonia (ITA) | 2 września 1927 |
| Rekord olimpijski | 20:06,6 | Boy Charlton | Paryż (FRA)   | 15 lipca 1924   |

Arne Borg w finale pobił rekord olimpijski, z czasem 19:51,8.

## Wyniki

### Eliminacje
Dwóch najlepszych zawodników z każdego biegu oraz jeden zawodnik z pozostałych z najlepszym czasem awansowało do półfinałów.
Wyścig 1
| Poz. | Zawodnik           | Wynik   | Uwagi |
| ---- | ------------------ | ------- | ----- |
| 1.   | Austin Clapp       | 21:31,0 | Q     |
| 2.   | Takaji Takebayashi | 22:30,4 | Q     |
| 3.   | Jimmy Thompson     | 22:56,4 |       |
| 4.   | Giovanni Gambi     | b.d.    |       |
| 5.   | Jean Taris         | b.d.    |       |

Wyścig 2
| Poz. | Zawodnik          | Wynik   | Uwagi |
| ---- | ----------------- | ------- | ----- |
| 1.   | Nobuo Arai        | 21:35,4 | Q     |
| 2.   | Giuseppe Perentin | 21:42,4 | Q     |
| 3.   | Dick de Man       | 23:03,2 |       |
| 4.   | David Lindsay     | b.d.    |       |

Wyścig 3
| Poz. | Zawodnik        | Wynik   | Uwagi |
| ---- | --------------- | ------- | ----- |
| 1.   | Katsuo Takaishi | 21:20,8 | Q     |
| 2.   | Ray Ruddy       | 22:12,0 | Q     |
| 3.   | Václav Antoš    | 22:43,0 |       |

Wyścig 4
| Poz. | Zawodnik         | Wynik   | Uwagi |
| ---- | ---------------- | ------- | ----- |
| 1.   | Alberto Zorrilla | 22:21,2 | Q     |
| 2.   | Garnet Ault      | 22:55,8 | Q     |

Wyścig 5
| Poz. | Zawodnik               | Wynik   | Uwagi |
| ---- | ---------------------- | ------- | ----- |
| 1.   | Arne Borg              | 20:14,2 | Q     |
| 2.   | Boy Charlton           | 20:17,4 | Q     |
| 3.   | Buster Crabbe          | 20:17,8 | q     |
| 4.   | Walter Handschuhmacher | 22:18,6 |       |
| 5.   | Taburan Tamse          | b.d.    |       |

### Półfinały
Trzech najlepszych zawodników każdego półfinału awansowało do finału.
Austin Clapp i Katsuo Takaishi nie wystartowali w półfinale.
Półfinał 1
| Poz. | Zawodnik           | Wynik   | Uwagi |
| ---- | ------------------ | ------- | ----- |
| 1.   | Arne Borg          | 20:42,0 | Q     |
| 2.   | Alberto Zorrilla   | 21:17,0 | Q     |
| 3.   | Garnet Ault        | 21:33,4 | Q     |
| 4.   | Nobuo Arai         | b.d.    |       |
| 5.   | Takaji Takebayashi | -       | DNF   |

Półfinał 2
| Poz. | Zawodnik          | Wynik   | Uwagi |
| ---- | ----------------- | ------- | ----- |
| 1.   | Buster Crabbe     | 20:55,4 | Q     |
| 2.   | Boy Charlton      | 20:57,0 | Q     |
| 3.   | Ray Ruddy         | 21:33,4 | Q     |
| 4.   | Giuseppe Perentin | b.d.    |       |

### Finał
| Poz. | Zawodnik         | Wynik   |
| ---- | ---------------- | ------- |
| 1.   | Arne Borg        | 19:58,8 |
| 2.   | Boy Charlton     | 20:02,6 |
| 3.   | Buster Crabbe    | 20:28,8 |
| 4.   | Ray Ruddy        | 21:05,0 |
| 5.   | Alberto Zorrilla | 21:23,8 |
| 6.   | Garnet Ault      | 21:46,0 |